# Осма македонска ударна бригада
Осма македонска (Велешка) ударна бригада е комунистическа партизанска единица във Вардарска Македония, участвала във въоръжената комунистическа съпротива във Вардарска Македония по време на Втората световна война.
Създадена е на 2 септември 1944 година, а според други източници на 2 ноември 1944 от бойци от Велешко-прилепски народоосвободителен партизански отряд „Трайче Петкановски“ и нови бойци във велешкото село Отищино. На 7 ноември влиза в състава на четиридесет и втора македонска дивизия на НОВЮ. Участва в освобождаването на Велес, Скопие и Тетово. От декември 1944 година е прехвърлена в състава на четиридесет и първа македонска дивизия на НОВЮ. Бригадата е разформирована през 1945 година, но официално е демобилизирана на 12 февруари 1946 година. Състои се от щаб и 4 батальона.

## Участници
- Кирил Чаулев – командир (2 септември 1944 – май 1945)
- Гюро Томичич – заместник-командир (по-късно началник-щаб на бригадата)
- Захария Трайковски – командир (от май 1945)
- Павле Игновски – заместник-командир (2 септември – 25 декември 1944)
- Боро Мокров – политически комисар (2 септември – 25 декември 1944)
- Лука Чавор – политически комисар
- Петър Гогич – политически комисар
- Никола Митевски – Жужи – заместник-политически комисар (2 септември – май 1945)
- Кузман Смилевски – заместник-политически комисар
- Методия Стойчевски
- Круме Попстефанов – началник на щаба
- Киро Хаджикостов – началник на щаба (от 2 септември 1944)
- Борис Жабевски – началник на щаба